# Inman (Carolina del Sud)
Inman és una població dels Estats Units a l'estat de Carolina del Sud. Segons el cens del 2000 tenia 11.884 habitants.

## Demografia
Segons el cens del 2000, Inman tenia 1.884 habitants, 750 habitatges i 486 famílies. La densitat de població era de 782,2 habitants/km².
Dels 750 habitatges en un 29,7% hi vivien nens de menys de 18 anys, en un 42,1% hi vivien parelles casades, en un 19,5% dones solteres, i en un 35,2% no eren unitats familiars. En el 31,7% dels habitatges hi vivien persones soles el 16,5% de les quals corresponia a persones de 65 anys o més que vivien soles. El nombre mitjà de persones vivint en cada habitatge era de 2,39 i el nombre mitjà de persones que vivien en cada família era de 3,03.
Per edats la població es repartia de la següent manera: un 25% tenia menys de 18 anys, un 7,3% entre 18 i 24, un 27,8% entre 25 i 44, un 19,3% de 45 a 60 i un 20,6% 65 anys o més.
L'edat mediana era de 38 anys. Per cada 100 dones de 18 o més anys hi havia 72,9 homes.
La renda mediana per habitatge era de 30.403 $ i la renda mediana per família de 40.298 $. Els homes tenien una renda mediana de 27.177 $ mentre que les dones 20.399 $. La renda per capita de la població era de 15.416 $. Entorn del 8% de les famílies i el 12,5% de la població estaven per davall del llindar de pobresa.

## Poblacions més properes
El següent diagrama mostra les poblacions més properes.